# The Best: Obraz we mgle
The Best: Obraz we mgle – album kompilacyjny zespołu Made in Poland zawierający nagrania studyjne z lat 1984–1987 (single i album Made in Poland).

## Lista utworów
1. „Ja myślę” – (3:34)
2. „Obraz we mgle” – (5:40)
3. „To tylko kobieta” – (5:48)
4. „Wspomnienie świata” – (4:06)
5. „Dokąd tak biegniesz?” – (4:25)
6. „Obłoki me” – (3:25)
7. „Pięść i strach” – (4:25)
8. „Moc” – (3:35)
9. „Siódmy wyraz” – (4:00)
10. „Zielona wyspa” – (4:07)
11. „Zostanę dla ciebie” – (3:10)
12. „Ostatnia piosenka” – (3:25)
13. „Ucieczka (wciąż tylko śliskie słowa)” – (3:05)
14. „Jedna kropla deszczu” – (3:11)
15. „Nieskazitelna twarz” – (3:23)

- Utwory 1-3 nagrano jesienią 1984 roku
- Utwory 4-12 nagrano w 1987 roku
- Utwory 13-15 nagrano w 1986 roku

## Twórcy
- Robert Hilczer – wokal (1-12)
- Jolanta Anna Pulchna – wokal (13-15)
- Krzysztof Grażyński – gitara
- Piotr Pawłowski – gitara basowa (1-3, 13-15)
- Jacek Łach – gitara basowa (8-12)
- Kuba Smaczniak – gitara basowa (4-7)
- Władysław Grochot – trąbka (4-12)
- Artur Hajdasz – perkusja
- Igor Czerniawski – instrumenty klawiszowe (7-8, 13)

Personel
- Realizacja dźwięku: Rafał Paczkowski (13-15), Tadeusz Czechak (1-3), Włodzimierz Kowalczyk (1-12)
- Foto: Zbigniew Świderski
- Projekt graficzny: Anna Stępniak